# THE IDOLM@STER LIVE THE@TER DREAMERS 04
《THE IDOLM@STER LIVE THE@TER DREAMERS 04》，是Lantis於2015年12月23日發售的一張《偶像大師 百萬人演唱會！》系列角色歌曲專輯，簡稱「LTD04」。

## 概要
《THE IDOLM@STER LIVE THE@TER DREAMERS》系列專輯之一。收錄了社群遊戲《偶像大師 百萬人演唱會！》中10位偶像合唱的樂曲《Dreaming!》、10人分為5組演唱的5首二重唱樂曲、以及迷你廣播劇的專輯，於2015年10月15日公佈。迷你廣播劇講述的是以之後在2016年4月3日舉辦的演唱會「THE IDOLM@STER MILLION LIVE! 3rd LIVE TOUR BELIEVE MY DRE@M!!」福岡公演為背景的故事，但參演聲優有所不同。2016年1月24日，在東京新宿BLAZE舉辦了LTD04發售紀念活動。

## 收錄曲目
初次收錄的曲目以粗體字表示。「Solo部分」皆為《THE IDOLM@STER LIVE THE@TER SOLO COLLECTION》系列專輯中演唱Solo版本樂曲的偶像。
1. 765PRO LIVE THE@TER 
2. 765PRO LIVE THE@TER 
3. Dreaming!
演唱：秋月律子（若林直美）、伊吹翼（Machico）、艾米莉·斯圖亞特（郁原由宇）、篠宮可憐（近藤唯）、我那霸響（沼倉愛美）、佐竹美奈子（大關英里）、高山紗代子（駒形友梨）、天空橋朋花（小岩井小鳥）、中谷育（原嶋燈）、水瀨伊織（釘宮理惠）
作詞：真崎繪里香、作曲：BNSI（佐藤貴文）、編曲：Arte Refact
Solo部分：橫山奈緒
4. 
演唱：伊吹翼（Machico）、我那霸響（沼倉愛美）
作詞：唐澤美帆、作曲：睦月周平、編曲：睦月周平
Solo部分：伊吹翼、我那霸響
5. HELLO, YOUR ANGEL♪
演唱：天空橋朋花（小岩井小鳥）、中谷育（原嶋燈）
作詞：真崎繪里香、作曲：鈴木裕明、編曲：鈴木裕明
Solo部分：天空橋朋花、中谷育
6. G♡F
演唱：秋月律子（若林直美）、篠宮可憐（近藤唯）
作詞：KOH、作曲：KOH、編曲：KOH
Solo部分：篠宮可憐
7. little trip around the world
演唱：艾米莉·斯圖亞特（郁原由宇）、水瀨伊織（釘宮理惠）
作詞：松井洋平、作曲：yuxuki waga（fhána）、編曲：yuxuki waga（fhána）
Solo部分：艾米莉·斯圖亞特、水瀨伊織
8. Melody in scape
演唱：高山紗代子（駒形友梨）、佐竹美奈子（大關英里）
作詞：真崎繪里香、作曲：光增基、編曲：光增基
Solo部分：高山紗代子
9. 765PRO LIVE THE@TER 